# Chuck Arnold
Chuck Arnold, ameriški dirkač Formule 1, * 30. maj 1926, Stamford, Connecticut, ZDA, † 4. september 1997, Santa Ana, Kalifornija, ZDA.

## Življenjepis
Arnold je pokojni ameriški dirkač, ki je leta 1959 sodeloval na ameriški dirki Indianapolis 500, ki je med letoma 1950 in 1960 štela tudi za prvenstvo Formule 1, in dosegel petnajsto mesto. Umrl je leta 1997.